# Natsuki Fujiwara
Pour les articles homonymes, voir Fujiwara.
Natsuki Fujiwara est une karatéka japonaise surtout connue pour avoir remporté l'épreuve de kumite individuel féminin moins de 53 kilos aux championnats du monde de karaté 2008 à Tōkyō, au Japon. Elle avait auparavant été titrée championne d'Asie dans la même discipline en 2005 et 2007.

## Résultats
| Résultat      | Date             | Épreuve                   | Catégorie | Compétition                               | Ville hôte                              |
| ------------- | ---------------- | ------------------------- | --------- | ----------------------------------------- | --------------------------------------- |
| Médaille d'or | Mai 2005         | Kumite individuel - 53 kg | Seniors   | Championnats d'Asie 2005                  | Macao, en République populaire de Chine |
| Médaille d'or | Août 2007        | Kumite individuel - 53 kg | Seniors   | Championnats d'Asie 2007                  | Nilai, en Malaisie                      |
| Médaille d'or | Juillet 2008     | Kumite individuel - 53 kg | Seniors   | Championnats du monde universitaires 2008 | Wrocław, en Pologne                     |
| Médaille d'or | 15 novembre 2008 | Kumite individuel - 53 kg | Seniors   | Championnats du monde 2008                | Tōkyō, au Japon                         |